# Лунья, Диогенес
Диогенес Лунья Мартинес (исп. Diógenes Luña Martínez, род. 1 мая 1977, Куба) — кубинский боксёр-любитель, чемпион мира 2001 года, призёр Олимпийских игр 2000 года и Панамериканских игр 1999 года.